# Castillo de Yonezawa
El castillo de Yoneazawa (米沢城, Yonezawa-jō) fue un castillo japonés sito en el centro de la ciudad de Yonezawa, al sur de la Prefectura de Yamagata, Japón.
Durante el periodo Edo el castillo de Yoneazawa era la sede del clan Uesugi, daimios del Dominio de Yonezawa.

## Historia
El primer castillo ubicado en este lugar data de mediados del periodo Kamakura. A Ōe Tokihiro, el hijo menor de Ōe no Hiromoto, un vasallo de alta categoría del shogunato Kamakura, se le dieron tierras en la Provincia de Dewa y, en 1238 cambió su nombre a Nagai Tokihiro. El clan Nagai continuó gobernando durante aproximadamente 150 años.

### Periodo Sengoku
El clan Nagai fue suplantado en el periodo Sengoku por el clan Date, y el famoso Date Masamune nació en el castillo de Yonezawa. Después de que Date Masamune derrotara al clan Ashina en 1589, hizo del castillo de Kurokawaen Aizu su castillo principal y puso a Date Munekiyo al cargo de Yonezawa. Sin embargo, Toyotomi Hideyoshi no estuvo de acuerdo, y obligó a Masamune a regresar a Yonezawa. En 1591, Masamune se trasladó al castillo de Iwadeyama por orden de Hideyoshi, y entregó el castillo de Yonezawa a Gamō Ujisato. Cuándo el hijo de Ujisato, Gamō Hideyuki marchó a Utsunomiya en 1597, el castillo se le encomendó a Uesugi Kagekatsu, el cual añadió a sus vastos territorios (1.200.000 koku) basado en Aizu. El castellano en esta época era Naoe Kanetsugu.

### Periodo Edo
Tras la Batalla de Sekigahara, el clan Uesugi fue despojado de la mayoría de territorios por Tokugawa Ieyasu, y su estipendio se redujo a 300.000 koku, con sede en Yonezawa. De 1608 a 1613, el clan Uesugi remozó el castillo por completo, pero debido tanto a la disminución de sus territorios e ingresos como a las sospechas que el shogunato Tokugawa albergaba contra ellos, los muros de tierra no pudieron ser cubiertos con piedra, y la torre del homenaje que se erigió apenas tenía tres pisos. El clan Uesugi trasladó también la tumba de su fundador, Uesugi Kenshin de la Provincia de Echigo al interior del castillo de Yonezawa. En 1664, los ingresos del clan fueron reducidos a la mitad (150.000 koku), lo que lo forzó a despedir a muchos samuráis, mientras que otros tuvieron que dedicar parte de su tiempo a la agricultura. Aun así, el castillo siguió en las manos del clan Uesugi hasta la restauración Meiji.

### El castillo hoy
Con la abolición de los dominios feudales en 1871, el Dominio de Yonezawa se convirtió en la Prefectura de Yonezawa, y en 1872 se construyó dentro del castillo el mausoleo del clan Uesugi, para honrar a los antepasados del clan. El resto de las estructuras fue demolido en 1873 y en el segundo patio se construyó el actual ayuntamiento. El patio principal se convirtió en un parque público en 1874. El mausoleo se trasladó a su ubicación actual, donde estuvo la torre del homenaje, en 1876.